# Guerra de Bòsnia
La guerra a Bòsnia va ser un conflicte civil armat a l'antiga República de Bòsnia i Hercegovina, que va durar del 6 d'abril de 1992 al 14 de desembre de 1995.
La guerra implicava unes quantes faccions ètnicament definides dins de Bòsnia i Hercegovina, cada una de les quals afirmava representar una de les poblacions constitutives del país:
- República Sèrbia (serbis)
- República Croata d'Herceg-Bòsnia[1] (croats)
- República de Bòsnia i Hercegovina (predominantment bosnians)
- la facció menor de Bòsnia de l'oest (musulmans)

Aquestes faccions canviaren els seus objectius i fidelitats unes quantes vegades en diverses etapes de la guerra.
Ja que la guerra a Bòsnia és una conseqüència d'esdeveniments a la regió més enllà de l'anterior Iugoslàvia, i a causa de la implicació de països veïns de Croàcia i Iugoslàvia, va fer un debat sobre si el conflicte va ser una guerra civil o una agressió. Els bosnians i la majoria de croats afirmen que la guerra va ser una agressió des de Iugoslàvia, mentre que els serbis consideren que va ser una guerra civil que implicava només les nacions que componien Bòsnia.
Va tenir lloc un judici davant de la Cort Internacional de Justícia, seguint una demanda de 1993 de Bòsnia i Hercegovina contra Sèrbia i Montenegro per genocidi (vegeu cas de genocidi bosni a la Cort Internacional de Justícia). La resolució de la Cort Internacional de Justícia (ICJ) de 26 de febrer de 2007 va dictaminar que la naturalesa de la guerra era internacional, exculpant així Sèrbia de responsabilitat pel genocidi comès per forces sèrbies de la República Sèrbia.
L'ICJ va concloure, tanmateix, que Sèrbia havia fracassat en evitar el genocidi comès per forces sèrbies i havia fracassat en castigar aquells que ho varen cometre, especialment el general Ratko Mladić, i els portà a la justícia.
Tot i comptar amb l'evidència d'assassinats massius, el setge de Sarajevo, violacions massives, neteja ètnica, centres de detenció i tortura dirigida per diferents forces sèrbies, arreu de Bòsnia, especialment en Prijedor, Banja Luka i Foca, els jutges determinaren que els criteris de genocidi amb intenció específica (dolus specialis) de destruir bosnians musulmans només s'havien produït a Srebrenica o Bòsnia oriental.
La cort va concloure que els delictes, incloent-hi els assassinats massius, les violacions, les detencions, destrucció i deportació, comesos durant la guerra de 1992-1995, eren "actes de genocidi" segons la Convenció sobre el genocidi, però que aquests actes, en si mateixos, no constitueix genocidi per se. La Cort posteriorment decidí que, després de la declaració d'independència de Montenegro el maig de 2006, Sèrbia era l'única part a respondre en el cas, però que "qualsevol responsabilitat per esdeveniments passats implicava a l'època que l'estat el componien Sèrbia i Montenegro".
La implicació de l'OTAN, durant l'Operació Força Deliberada de 1995 contra les posicions de l'exèrcit de la República de Sèrbia fa d'aquesta guerra un conflicte internacionalitzat, només a la seva etapa final.
La guerra arribà al seu final després de la signatura de l'Acord Marc General per a la Pau a Bòsnia i Hercegovina a París el 14 de desembre de 1995. Les negociacions per la pau tingueren lloc a Dayton, Ohio, i s'enllestien el 21 de desembre de 1995. Els acords es coneixen com els Acords de Dayton.
La investigació més recent fixa el nombre de víctimes al voltant de 100.000 morts (civils i militars), i 1,8 milions de desplaçats.

## Situació política abans de la guerra

### Dissolució de Iugoslàvia
La guerra a Bòsnia i Hercegovina succeïa com a resultat de la dissolució de Iugoslàvia. La crisi emergia a Iugoslàvia amb la debilitació del sistema comunista del final de la guerra freda. A Iugoslàvia, el Partit Comunista nacional, oficialment anomenat Lliga de comunistes de Iugoslàvia, estava perdent la seva potència ideològica, mentre que les ideologies nacionalistes i separatistes anaven a l'alça durant els últims anys 1980. Això era especialment evident a Sèrbia, Croàcia i Bòsnia i Hercegovina, i en un menor abast a Eslovènia i la República de Macedònia.
El març de 1989, la crisi a Iugoslàvia s'aprofundia després de l'adopció d'esmenes a la constitució sèrbia. Això permetia al govern de la República de Sèrbia reafirmar el seu poder eficaç sobre les províncies autònomes de Kosovo i Vojvodina que eren autònomes fins aquell moment en la federació iugoslava. Sèrbia, amb el president Slobodan Milošević al capdavant, guanyava control sobre tres dels vuit vots en la presidència iugoslava. Amb vots addicionals de Montenegro i, ocasionalment, Bòsnia i Hercegovina, Sèrbia podia influir en la presa de decisions del govern federal.
Al 14è Congrés Extraordinari de la Lliga de Comunistes de Iugoslàvia del 20 de gener de 1990, les delegacions de les repúbliques no es posaren d'acord amb els principals assumptes de la federació iugoslava. Com a resultat, els delegats eslovens i croats abandonaven el Congrés. La delegació eslovena, encapçalada per Milan Kučan, demanava canvis democràtics i una federació més lliure, mentre que la delegació sèrbia, encapçalada per Milošević, s'hi oposava. Això es considera el començament del final de Iugoslàvia.
A més, els partits nacionalistes assolien poder en les altres repúbliques. Entre ells, el croat Franjo Tuđman de la Unió Democràtica Croata era el més prominent. El 22 de desembre de 1990, el Parlament de Croàcia adoptava una nova Constitució, prenent alguns drets als serbis. Això creava l'espurna per a l'acció nacionalista entre el serbis indígenes de Croàcia. A més, Eslovènia i Croàcia començarien poc després el procés cap a la independència, que portaria a un conflicte armat curt a Eslovènia, i a una guerra a Croàcia a les àrees que tenien una població sèrbia substancial.

### La Situació de preguerra a Bòsnia i Hercegovina
A les primeres eleccions multipartit que tenien lloc el novembre de 1990 a Bòsnia i Hercegovina, vencien els tres partits ètnics més grans: el Partit Bosnià d'Acció Democràtica, el Partit Democràtic de Sèrbia i la Unió Democràtica Croata.
Després de les eleccions, formaren un govern de coalició. La motivació principal darrere aquesta unió era de mantenir una atmosfera d'harmonia i tolerància i promoure el seu objectiu comú de governar com a alternativa democràtica al govern Socialista que els precedia.
Els partits dividien el poder entre les diferents ètnies de manera que el president de la República Socialista de Bòsnia i Hercegovina era bosnià, el president del Parlament era bosnià serbi i el primer ministre era croat.

### Referèndum d'independència a Bòsnia i Hercegovina
Després que Eslovènia i Croàcia declaressin la independència de la República Federal Socialista de Iugoslàvia el 1991, Bòsnia i Hercegovina organitzava també un referèndum sobre la independència.
Malgrat el boicot dels bosnians serbis, la participació va ser del 67% i el vot era en un 99,43% a favor de la independència que es declarava el 5 de març de 1992 prop del parlament. El referèndum i l'assassinat d'un membre serbi el dia abans del referèndum era utilitzat pels líders polítics serbis com a excusa per començar els bloqueigs de carreteres.

### Establiment de la "República Sèrbia de Bòsnia i Hercegovina"
Els diputats serbis de Bòsnia, pertanyents principalment al Partit Democràtic Serbi, abandonen el parlament bosnià, i formen l'Assemblea de la Gent sèrbia de Bòsnia i Hercegovina el 24 d'octubre de 1991, marcant el final de la coalició triètnica que governava després de les eleccions el 1990. Aquesta assemblea establia la República Sèrbia de Bòsnia i Hercegovina el 9 de febrer de 1992, que esdevindria la República de Sèrbia (Republika Srpska) a l'agost del mateix any. El propòsit oficial d'aquest acte, manifestat en el text original de la seva Constitució, era conservar la federació iugoslava.

### Establiment de la "Comunitat Croata de d'Herceg-Bosnia"
El 18 de novembre de 1991 el croats d'Hercegovina, formen la Comunitat Croata d'Herceg-Bòsnia (Hrvatska Zajednica Herceg-Bosna) com a mitjà de d'auto-organització de la gent croata a Bòsnia i Hercegovina. El 28 d'agost de 1993, aquesta comunitat declarava la República Croata d'Herceg-Bòsnia, després de la divisió de Bòsnia i Hercegovina en tres entitats ètniques en les xerrades a Ginebra, enmig de la guerra entre croats i bosnians.

### El pla Carrington-Cutileiro
El pla de pau Carrington-Cutileiro, anomenat així pels seus creadors Lord Peter Carrington i l'ambaixador portuguès José Cutileiro, era el resultat de la conferència de pau organitzada per la UE i celebrada el setembre de 1991 en un intent d'evitar que Bòsnia i Hercegovina acabés en una guerra. Proposava el repartiment de poder ètnic en tots els nivells administratius i la devolució del govern central a comunitats ètniques locals. Inicialment el pla era acceptat pels tres costats però finalment Alija Izetbegović, musulmà bosnià líder i president de la República Socialista de Bòsnia i Hercegovina i del partit Acció Democràtica amb majoria musulmana, retirava el seu consentiment.

## La Guerra

### Informació General
L'Exèrcit Popular Iugoslau (JNA) oficialment deixava Bòsnia i Hercegovina després de la declaració d'independència de l'abril de 1992. Tanmateix, la majoria de la cadena de comandament, incloent-hi el general Ratko Mladić, romanien a Bòsnia i Hercegovina en l'Exèrcit de la República Sèrbia. Els croats organitzaven una formació militar defensiva anomenada Consell de Defensa Croat (Hrvatsko Vijee Obrane, HVO) com les forces armades de l'Herceg-Bosnia, i el bosnians s'organitzaven principalment amb l'Exèrcit de la República de Bòsnia i Hercegovina (Armija Republike Bosne i Hercegovine, posteriorment Armija BiH). Aquest exèrcit tenia un cert nombre de no-bosnians, especialment en el primer cos de Sarajevo que eren comandats pel general Jovan Divjak. L'exèrcit de la Republica Sèrbia tenia una companyia bosniana anomenada Mesa Selimovic, operant a l'àrea de Derventa.
Diverses unitats paramilitars estaven operant en la guerra de Bòsnia:
- els serbis "Àguiles Blanques" (Beli Orlovi),
- els serbis Tigres d'Arkan, "Guàrdia de Voluntaris Serbis" (Srpska Dobrovoljaka Garda),
- els bosnians "Lliga patriòtica" (Patriotska Liga),
- els bosnians "Boines verdes" (Zelene Beretke), i
- els croats "Forces de Defensa de Croàcia" (Hrvatske Obrambene Snage).

Els paramilitars serbis i croats implicaven a molts voluntaris, als quals se'ls donava suport des dels partits polítics de dretes. És confús la implicació de les policies secretes sèrbis i croates en el conflicte.

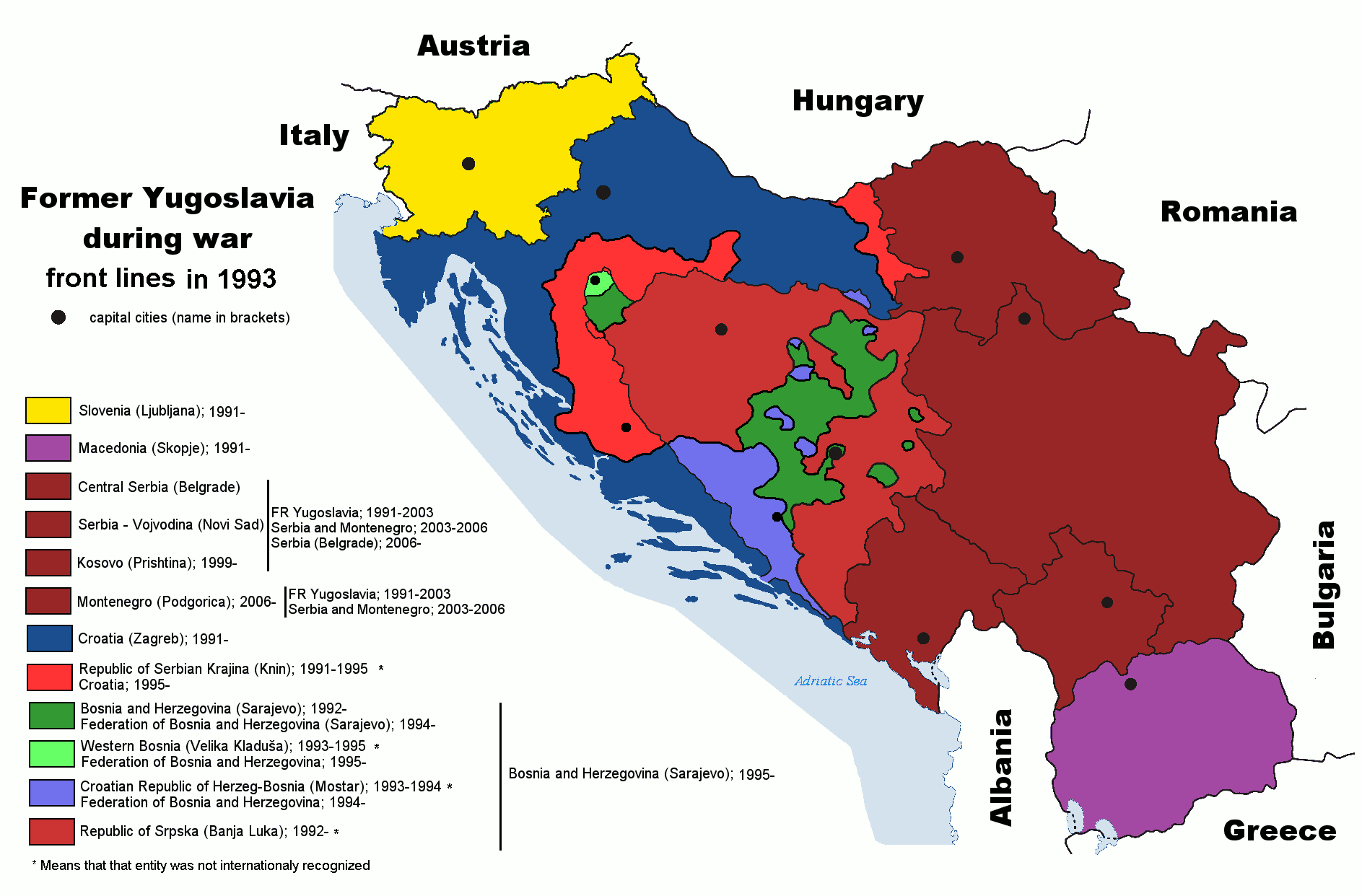
Evolució de l'anterior Iugoslàvia durant la guerra

Les forces de la República de Bòsnia i Hercegovina es dividien en 5 cossos. El 1r cos operava a la regió de Sarajevo i Gorazde mentre que un 5è cos, més fort, resistia a Bosanska Krajina occidental que cooperava amb les unitats de HVO dins i al voltant de la ciutat de Bihać. Des de finals del 1993, un 3r cos gaudia de l'afluència de voluntaris de països islàmics (Afganistan, Algèria, etc.) formant el cor de, entre d'altres, la 7a Brigada Victoriosa musulmana, operant en l'àrea de Zenica i Zavidovici.
Inicialment, les forces bosnianes i croates anaven plegades contra les forces sèrbies. Tot i tenir menys efectius, els serbis tenien armament millor i més pesant, que els havia cedit l'Exèrcit Popular Iugoslau. Tenien el control establert sobre la majoria de les àrees on els serbis tenien majoria relativa i també en àrees on només eren una minoria significativa, en regions tant rurals com urbanes si exceptuem les ciutats més grans de Sarajevo i Mostar. Els militars i líders polítics serbis, rebien la majoria d'acusacions de crims de guerra la majoria dels quals s'han confirmat després de la guerra en judicis d'ICTY.
Gran part de la capital Sarajevo era predominantment bosniana encara que el govern oficial de la República de Bòsnia i Hercegovina continuava funcionant segons la seva capacitat multiètnica relativa. Mentre, l'objectiu dels serbis era evitar que l'Exèrcit de la República de Bòsnia i Hercegovina es desplacés fora de la ciutat. L'exèrcit de la Republica Sèrbia l'envoltava, amb l'anomenat Anell al voltant de Sarajevo, amb un desplegament de tropes i artilleria als turons circumdants què es convertiria en el setge més llarg en la història de guerra moderna amb una durada de gairebé 4 anys.
Es signaven nombrosos acords d'alto el foc que es trencaven una vegada i una altra quan un dels costats se sentia en avantatge. Les Nacions Unides repetidament intentaven en va aturar la guerra i el pla de pau Vance-Owen obtenia poc impacte.

### Cronologia

#### 1992
La primera víctima a Bòsnia és un punt de disputa entre serbis i bosnians. Els serbis afirmen que el primer va ser Nikola Gardović, el pare d'un nuvi assassinat en un casament serbi el primer dia del referèndum, el 29 de febrer de 1992 a la ciutat vella de Sarajevo Baščaršija. Per contra, els bosnians consideren que la primera víctima de la guerra és Suada Dilberović, morta d'un tret durant una marxa per la pau el 5 d'abril.
Realment aquest no era de fet el començament de les activitats bèl·liques al territori de Bòsnia i Hercegovina. El 30 de setembre de 1991, l'exèrcit Popular Iugoslau destruïa un petit poble de Ravno situat a Hercegovina, habitat per croats, durant el curs del seu setge de la ciutat de Dubrovnik. El 19 de setembre, el JNA movia algunes tropes extres a l'àrea al voltant de la ciutat de Mostar, que fou públicament protestat pel govern municipal.
Durant els mesos de març a maig del 1992 feroços atacs tenen lloc a la part oriental i nord-occidental del país. El març, atacs perpetrats pels líders del SDS, juntament amb oficials del Segon Comandament Militar de les JNA, es dirigien a la part oriental del país amb l'objectiu de prendre posicions estratègiques i per bloquejar la comunicació. Els atacs fets ocasionaven un gran nombre de morts i ferits civils.
L'exèrcit serbi bosnià ocupava més d'un 70% del país durant aquests mesos. Estaven molt millor armats i organitzats que el bosnians i croats bosnians. Els atacs també incloïen àrees de composició ètnica mixta. Doboj, Foca, Rogatica, Vlasenica, Bratunac, Zvornik, Prijedor, Sanski Most, Kljuc, Brcko, Derventa, Modrica, Bosanska Krupa, Bosanski Brod, Bosanski Novi, Glamoc, Bosanski Petrovac, Bijeljina, Višegrad, i part de Sarajevo, són totes les àrees on els serbis establiren el control tot expulsant bosnians i croats. També àrees en les quals ètnicament eren més homogènies i on s'estalviaven els combats com Banja Luka, Bosanska Dubica, Bosanska Gradiska, Bileca, Gacko, Han Pijesak, Kalinovik, Nevesinje, Trebinje, Rudo, que també veien les seves poblacions no-sèrbies expulsades. Similarment, les regions de Bòsnia i Hercegovina central (Sarajevo, Zenica, Maglaj, Zavidovici, Bugojno, Mostar, Konjic, etc.) veien com la població sèrbia havia d'emigrar a les àrees afins als serbis de Bòsnia i Hercegovina, i a la capital dels serbis, Banja Luka s'hi van refugiar més de cent mil persones.
El juny de 1992, la Força de protecció de les Nacions Unides (UNPROFOR) que s'havia desplegat originalment a Croàcia s'estenien a Bòsnia i Hercegovina, per inicialment protegir l'Aeroport Internacional de Sarajevo. El setembre, el paper de l'UNPROFOR s'expandia per protegir l'ajut humanitari i per ajudar en la protecció de refugiats civils quan era demanat pel Creu Roja.
L'octubre del mateix any, els serbis conquerien la ciutat de Jajce i expulsaven la població croata i bosniana. La caiguda de la ciutat era en gran part causada per la manca de cooperació bosniana-croata per les tensions en els darrers mesos.

#### 1993
El 8 de gener de 1993 el serbis maten el primer ministre de Bòsnia Hakija Turajlić després d'aturar el comboi de les NU que l'estava portant de l'aeroport. El 16 de maig, un 96% de sèrbis rebutgen el pla Vance-Owen.
Aquest any va estar dominat per la guerra croata-bosniana que començava el març de 1993, tot i que hi ha haver uns quants incidents el 1992 com el 20 de juny, amb atacs croats contra Gornji Vakuf, i Novi Travnik i el 23 d'octubre, que ataquen Prozor i expulsen els bosnians de la ciutat.
Després del fracàs del pla de pau Vance-Owen, que pràcticament pretenia dividir el país en tres parts ètniques, salta el conflicte armat entre bosnians i croats pel 30 per cent del territori de Bòsnia que tenien. Això provocava la creació de més enclavaments ètnics i més carnisseries.
Mostar també va ser envoltada per les forces croates des de tres fronts durant nou mesos, la seva ciutat històrica era pràcticament destruïa pels croats incloent-hi el famós Stari Most.
En un intent de protegir els civils, el paper da la UNPROFOR s'ampliava el 1993 per protegir els "refugis segurs" que havia declarat al voltant d'un cert nombre de ciutats incloent-hi Sarajevo, Goražde i Srebrenica.

#### 1994

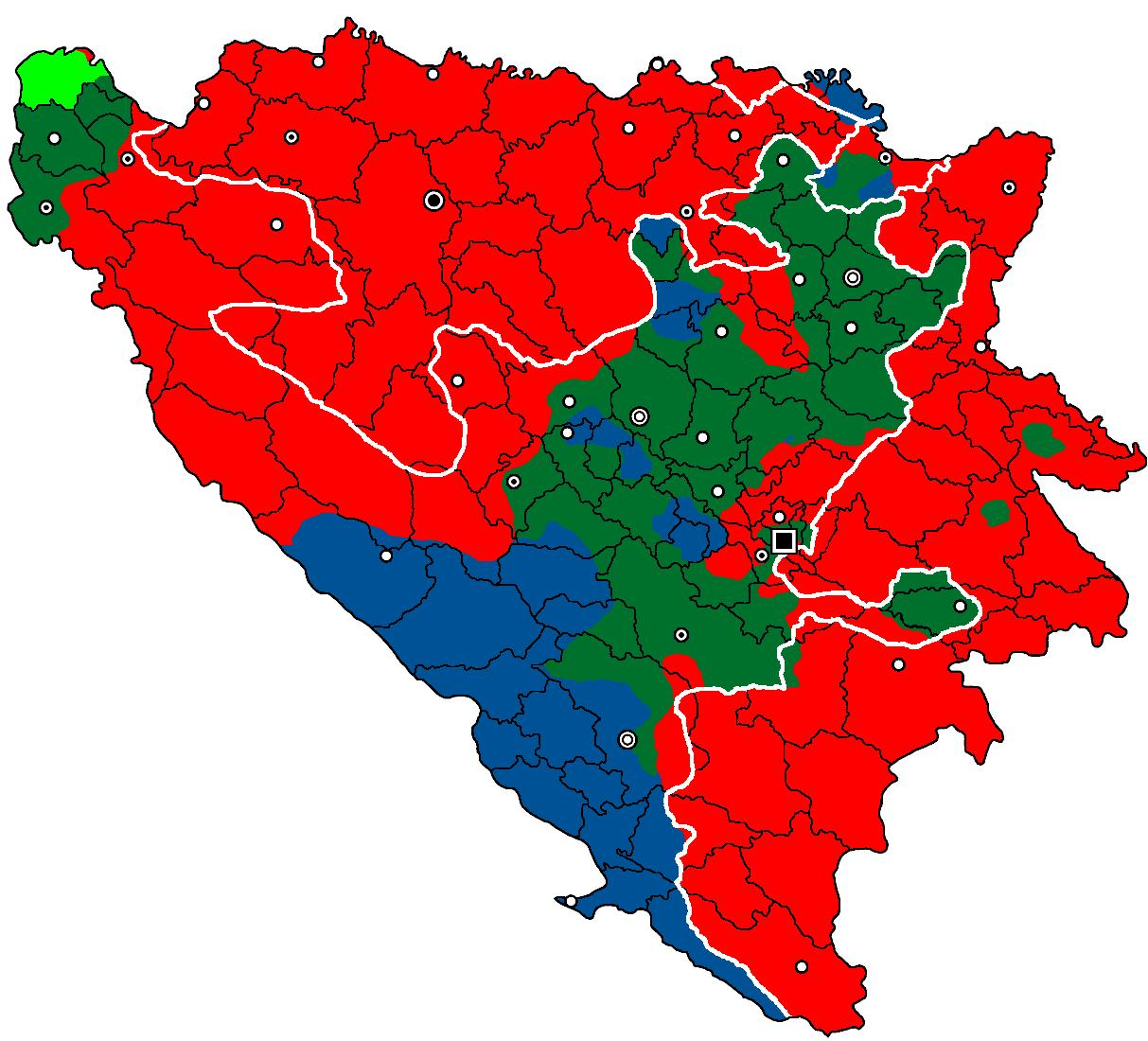
La distribució al 1994

El 1994, l'OTAN s'hi va veure implicada quan els seus jets disparaven sobre quatre aeronaus sèrbies a Bòsnia central el 8 de febrer en el control de l'espai aeri durant l'Operació Deny Flight per violar les zones prohibides de vol per les Nacions Unides.
El març, els bosnians i croats de Bòsnia signaven l'acords de pau de Washington, establint la Federació de Bòsnia i Hercegovina. Això feia acabar la guerra entre croats i bosnians.

#### 1995
La guerra continuava a través de la majoria de l'any 1995, i després del rebuig d'ambdós bàndols del pla de reintegració Z-4, el final de la República Sèrbia de Krajina va arribar l'any 1995, quan les forces croates van aconseguir el control de SAO Eslavònia Occidental a l'operació Flash el maig, seguida de la major part de la Croàcia ocupada a l'operació Tempesta a l'agost. L'aliança bosniana-croata guanyava la iniciativa en la guerra, prenent-li a Sèrbia una bona part de Bòsnia occidental. Durant l'Operació Força Deliberada entre agost i setembre de 1995, l'OTAN bombardeja punts estratègics sèrbis, destruint radars, torres de comunicacions, magatzems de munició i altres objectius. Un Dassault Mirage 2000 és destruït per un míssil SA7 terra-aire. Durant aquesta operació, un Panavia Tornado es converteix en el primer aparell alemany en entrar en combat des de la Segona Guerra Mundial. En aquell punt, la comunitat internacional pressionava Milošević, Tuđman i Izetbegović a negociar el final de la guerra, que acabava amb l'Acords de Dayton signat el 21 de novembre.

## Víctimes
El peatge de morts per la guerra va ser originalment calculat al voltant de 200.000 persones pel govern bosnià. Aquesta xifra sovint és també citada pels mitjans de comunicació occidentals. Les agències de les Nacions Unides havien calculat prèviament 278.000 persones mortes o desaparegudes a Bòsnia i Hercegovina. També enregistraven al voltant d'1.325.000 refugiats i exiliats.
Avui, es calcula generalment al voltant de 100.000 els morts en la guerra. La investigació feta pel Tribunal Criminal Internacional el 2004 per part de Tibeau i Bijak determinaven un nombre més precís de 102.000 morts amb la següent distribució: 55.261 civils i 47.360 soldats. Dels civils, 16.700 eren serbis i 38.000 eren bosnians i croats. Dels soldats, 14.000 eren serbis, 6.000 eren croats, i 28.000 eren bosnians.
Uns 320 soldats de la UNPROFOR varen morir en aquest conflicte.

## Cinema
- 1996: Lepa sela lepo gore (Лепа села лепо горе)
- 2001: Ničija zemlja
- 2006: Grbavica

## Mapes

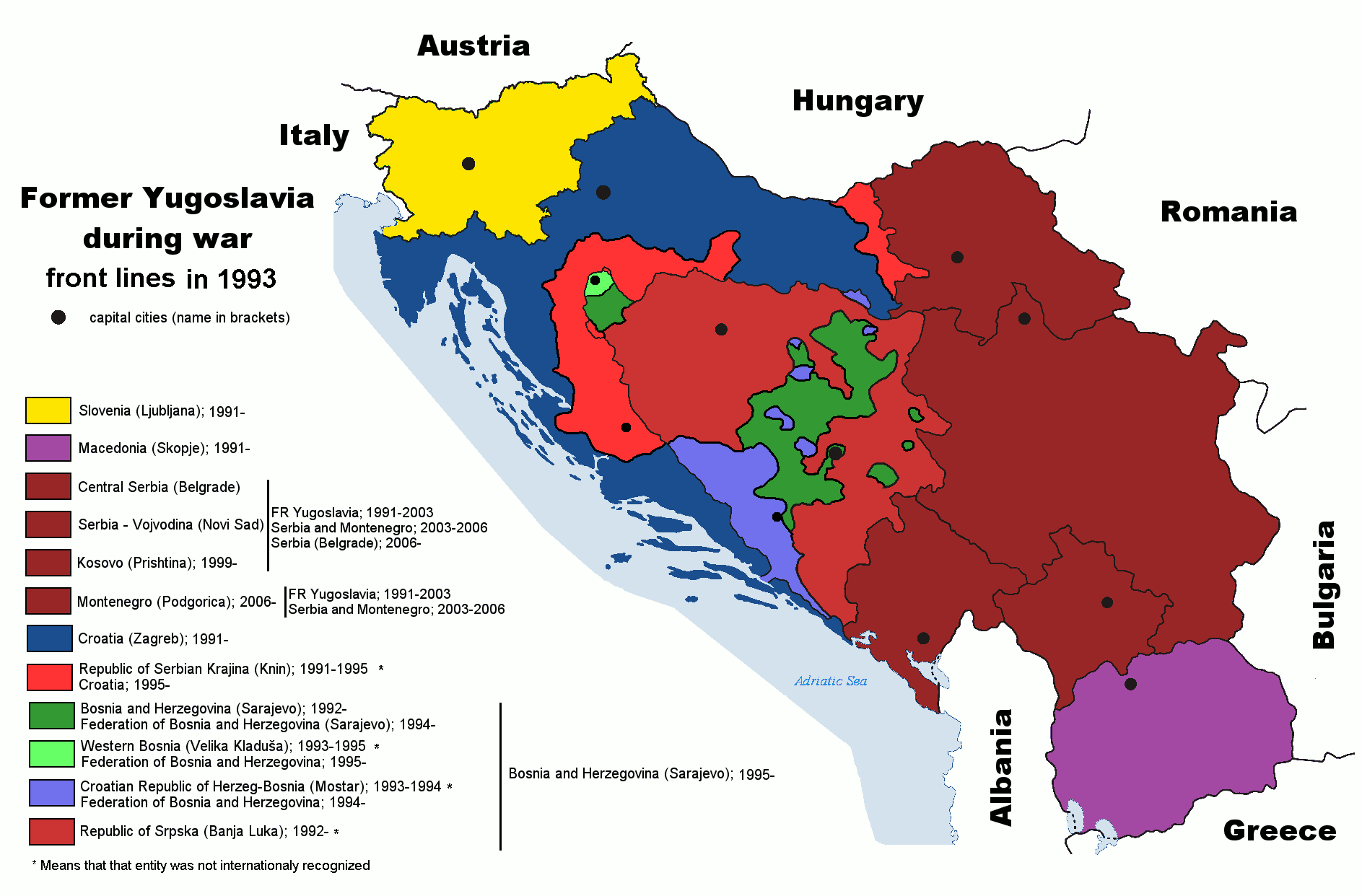
Antiga Iugoslàvia durant la guerra.
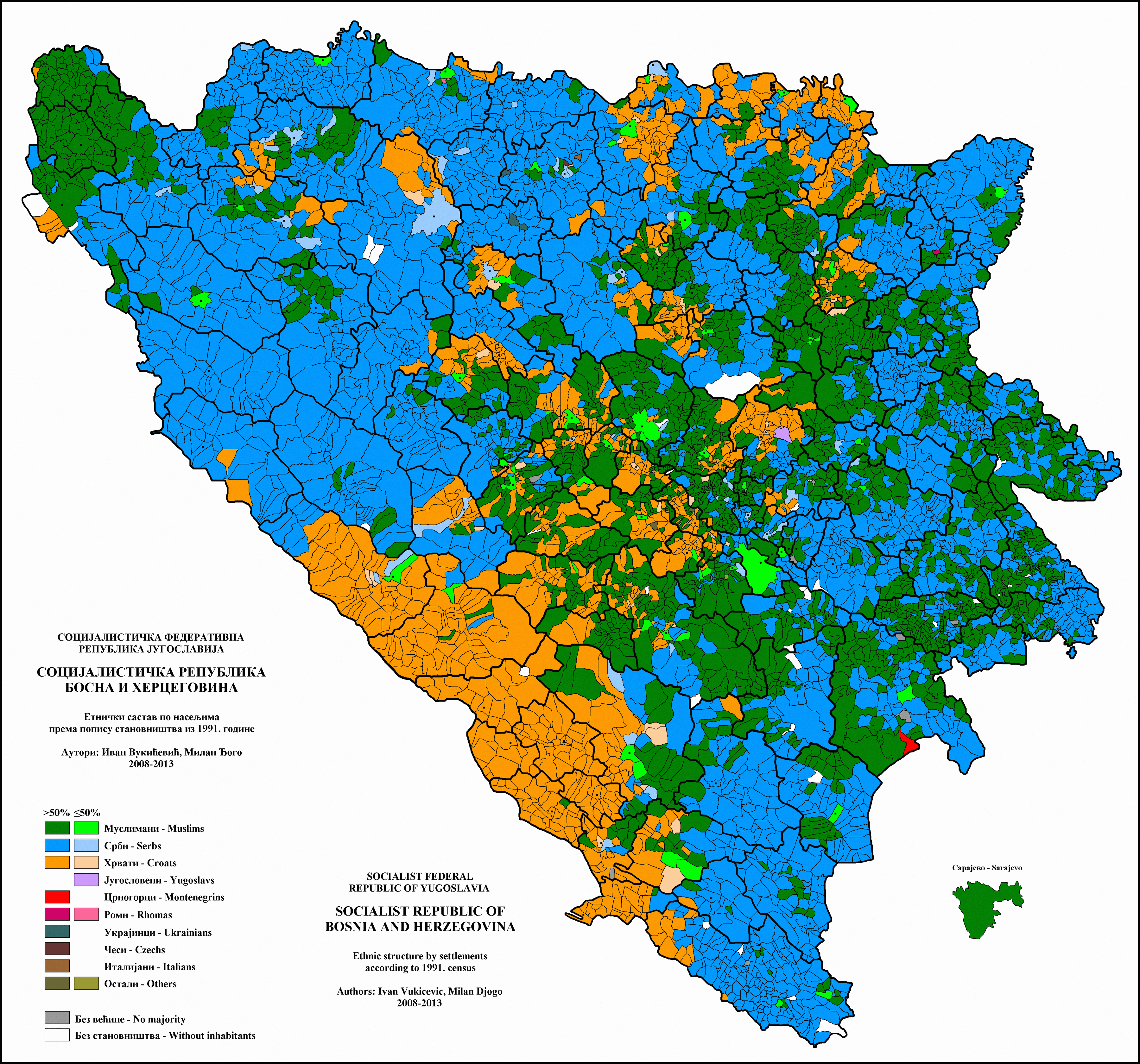
Composició ètnica estimada l'any 1991 per municipis.
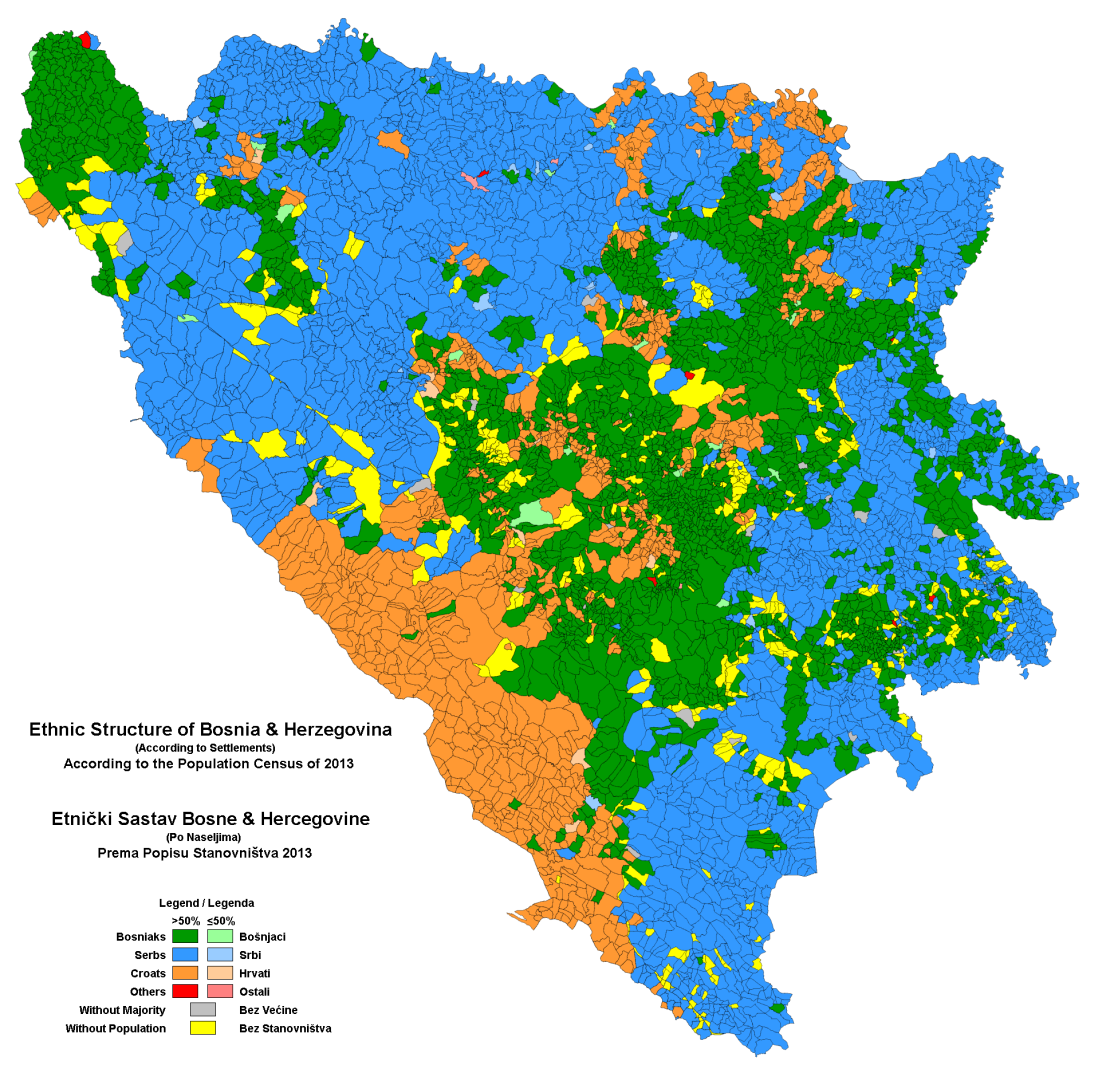
Composició ètnica estimada l'any 2013.
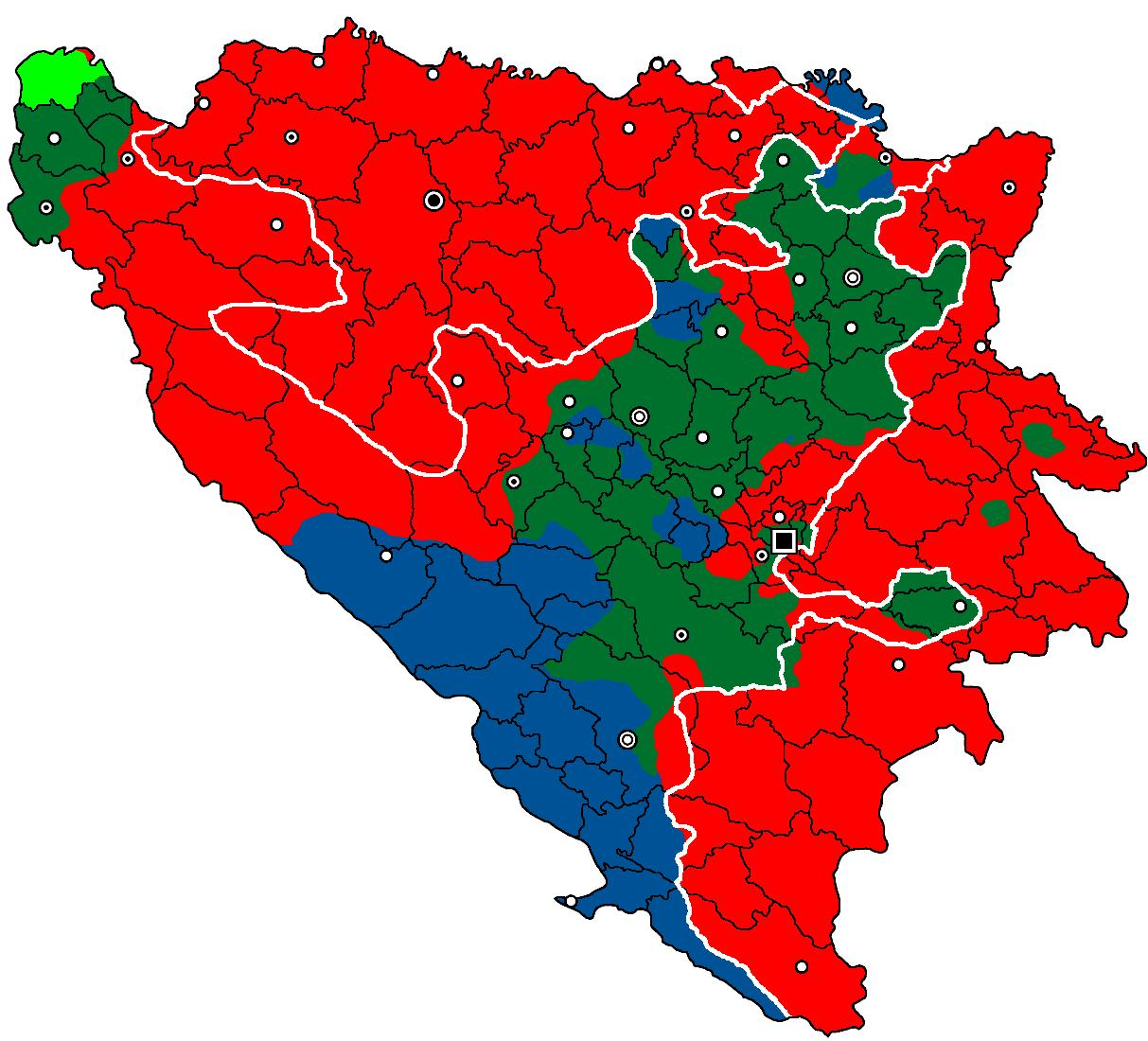
Línies del front l'any 1994, al finalitzar el conflicte bosni-croat i després dels Acords de Washington.
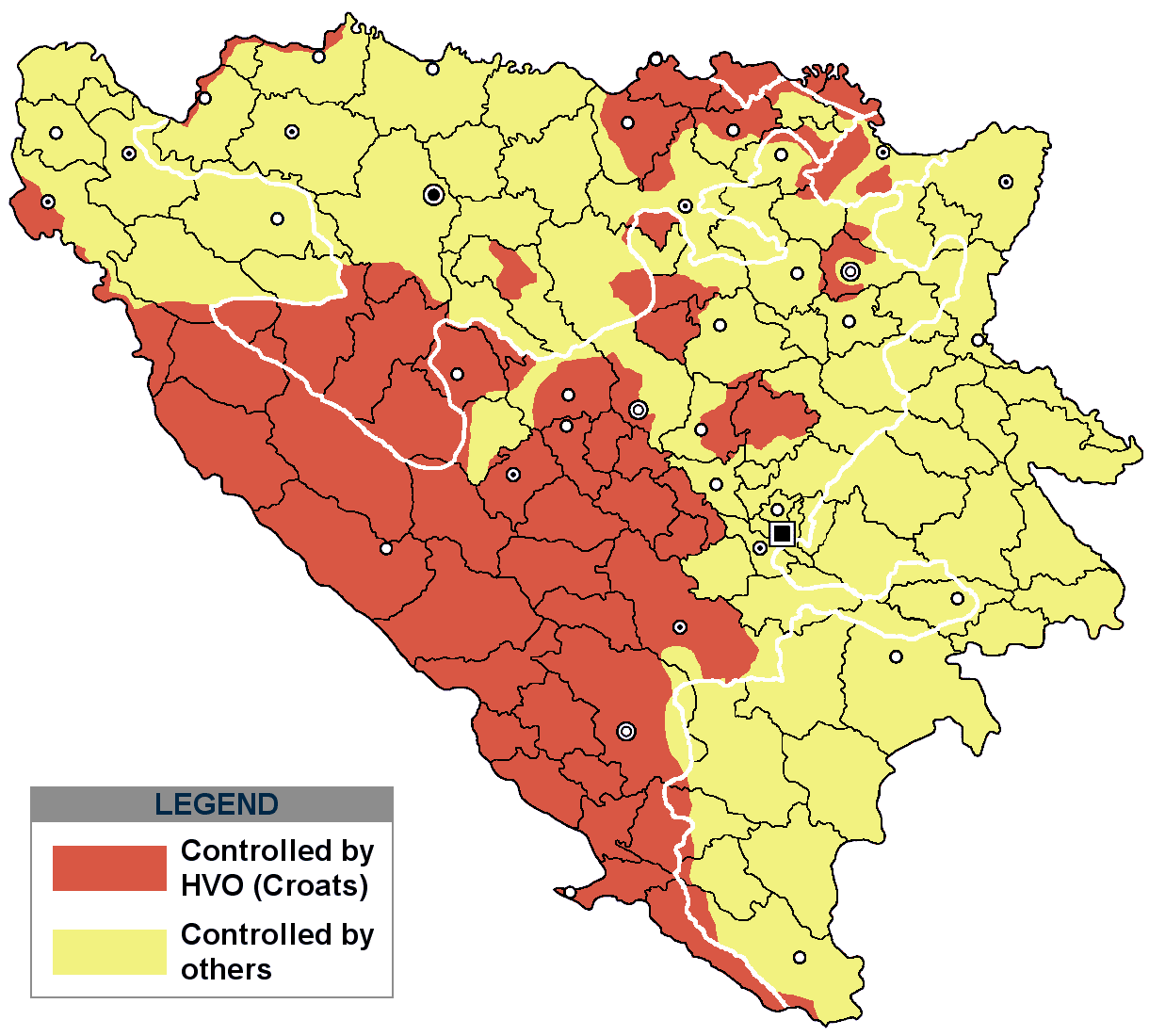
Màxima extensió territorial controlada pels croates durant la guerra.
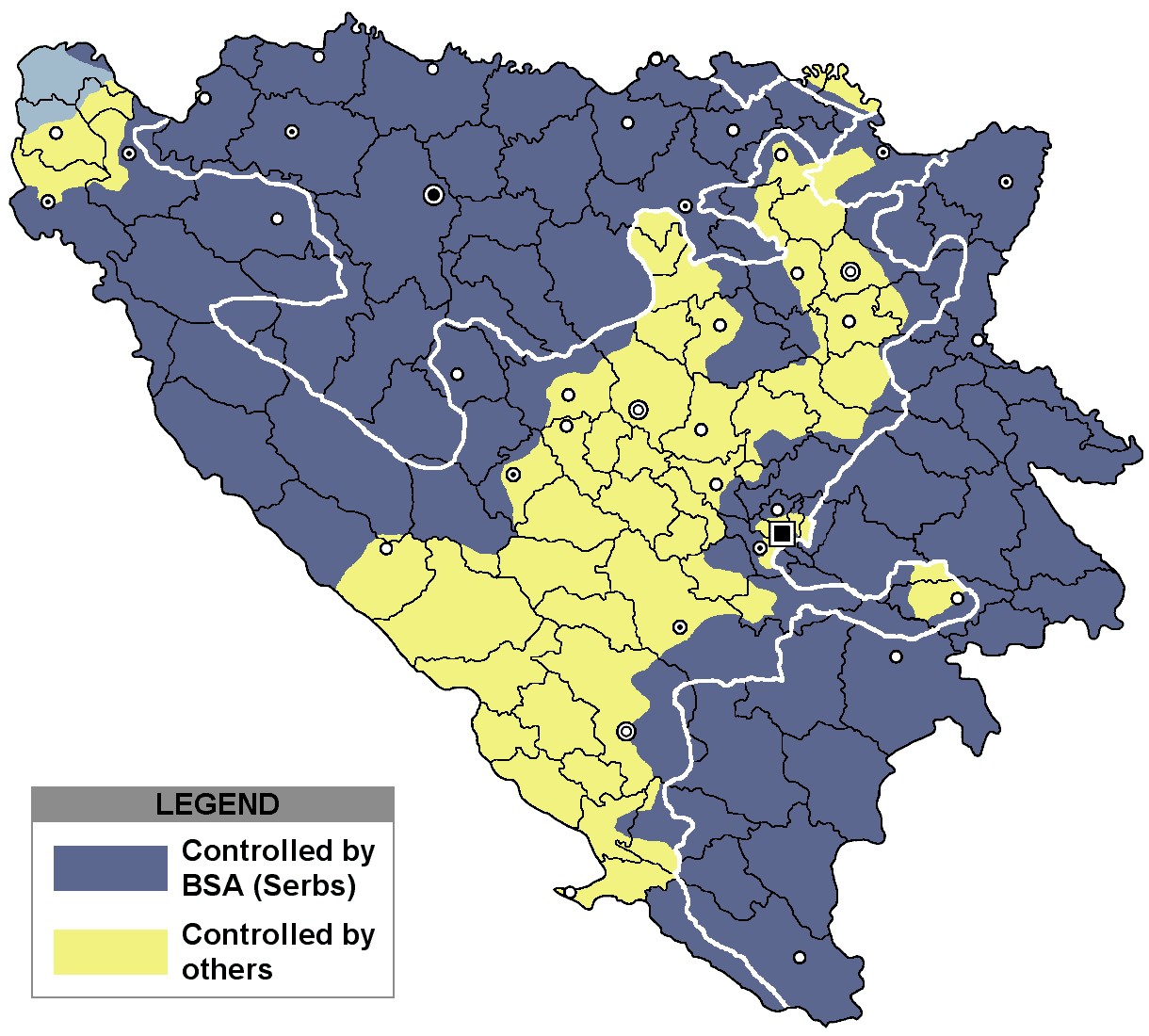
Màxima extensió territorial controlada pels serbis durant la guerra.
Animació de les zones controlades per les diferents repúbliques.